# 福岡県道31号福岡筑紫野線
福岡県道31号福岡筑紫野線（ふくおかけんどう31ごう ふくおかちくしのせん）は、福岡県福岡市中央区から南区・春日市などを経由して、筑紫野市に至る県道（主要地方道）である。

## 概要
福岡市中央区警固2丁目から筑紫野市針摺中央2丁目に至る。
渡辺通り・日赤通り（福岡県道602号後野福岡線・国道385号）と合わせて福岡市中心部の天神と筑紫野市を結ぶ幹線道路を構成している。日赤通りから道なりに南下すると大橋3丁目交差点で当路線に合流する。また、武蔵交差点で福岡県道・佐賀県道17号久留米基山筑紫野線と直進接続をしており、国道3号と並んで福岡市と久留米市を結ぶ幹線道路にもなっている。
福岡市内では大橋駅周辺のみ2車線に減少する。また、福岡外環状道路交点から宝町交差点手前までは、両側3車線で中央線変移が行われている。これらの区間を迂回するバイパス的性格を持つ道路として福岡市都市計画道路長浜太宰府線・福岡県道505号板付牛頸筑紫野線が整備中である。
JR九州鹿児島本線の跨線橋である筑紫野大橋は、本道の終点針摺交差点方面の交通渋滞を緩和すべく、同橋の完成以来の片側1車線の対面通行を改め、2014年（平成26年）12月19日に片側2車線、計4車線の供用が開始された。
高宮通りはこの県道上の薬院六つ角から福岡外環状道路交点の区間の道路愛称である。

### 路線データ
- 起点：福岡市中央区警固2丁目（警固交差点、国道202号交点、福岡県道559号原東警固線終点）
- 終点：筑紫野市針摺中央2丁目（針摺交差点、国道3号・福岡県道・大分県道112号福岡日田線交点）
- 総延長：18,951 m

## 歴史
- 1954年（昭和29年）1月20日 - 建設省（現国土交通省）が主要地方道福岡二日市線を指定。
- 1955年（昭和30年）1月25日 - 福岡県が主要地方道19号福岡二日市線を認定。
- 1973年（昭和48年）3月1日 - 福岡県が主要地方道31号福岡筑紫野線へ改称。
- 1993年（平成5年）5月11日 - 建設省から、主要県道福岡筑紫野線が福岡筑紫野線として主要地方道に再指定される[1]。

## 路線状況

### 別名
- 大正通り[2] - 福岡市中央区警固交差点から薬院大通交差点までの区間。福岡市道路愛称により制定。
- 高宮通り[3] - 福岡市中央区薬院大通交差点から福岡市南区の春日市との境界までの区間。福岡市道路愛称。
- 春日大通り[4] - 春日市内の全区間。春日市道路愛称。
- 5号線 - （下記で述べる）

### 5号線という通称の由来
この道路が国道5号や県道5号に指定された事実は無いが、主に筑紫地域（春日市・大野城市・太宰府市・筑紫野市）の区間の本路線と福岡県道・佐賀県道17号の通称。
福岡県道5号は大牟田南関線佐賀県道5号は伊万里松浦線という完全に別の路線である。
1941年（昭和16年）頃に作成された地図に現在の県道31号線にあたる道路が区画整理の際に割り振られた整理番号「街路5号線」と思わしき道路名が記してあることから5号線と呼ぶようになったのではないかと推測されている。
1955年（昭和30年）1月に県道19号福岡二日市線となり1973年（昭和48年）3月に現在の県道31号福岡筑紫野線に変わったが、それでも地元の方は5号線と呼んでいる人が多い。
類似例として、大阪府道30号大阪和泉泉南線（通称13号線）がある。

### 重複区間
- 福岡県道575号山田中原福岡線（福岡市南区横手2丁目・横手小学校入口交差点 - 福岡市南区横手2丁目・折立交差点）
- 福岡県道7号筑紫野インター線（筑紫野市武蔵4丁目・二日市温泉入口交差点 - 筑紫野市武蔵5丁目・武蔵交差点）

### 道路施設

#### 橋梁
- 井尻橋（那珂川、福岡市南区）
- 筑紫野大橋（JR九州鹿児島本線、筑紫野市）

## 地理

### 通過する自治体
- 福岡市（中央区 - 南区）
- 春日市
- 大野城市
- 太宰府市
- 筑紫野市

### 交差する道路
| 交差する道路                                                                                       | 市町村名 | 市町村名 | 交差する場所  | 交差する場所         |
| -------------------------------------------------------------------------------------------------- | -------- | -------- | ------------- | -------------------- |
| 国道202号 / 国体道路 福岡県道559号原東警固線                                                       | 福岡市   | 中央区   | 警固2丁目     | 警固交差点 / 起点    |
| 福岡市道博多駅草ヶ江線 / 城南線                                                                    | 福岡市   | 中央区   | 薬院1丁目     | 薬院大通交差点       |
| 福岡県道555号桧原比恵線                                                                            | 福岡市   | 中央区   | 平尾2丁目     | 平尾交差点           |
| 福岡市道博多駅鳥飼線 / 筑肥新道                                                                    | 福岡市   | 中央区   | 平尾2丁目     | 平尾駅入口交差点     |
| 福岡県道602号後野福岡線 / 大池通り                                                                 | 福岡市   | 南区     | 野間1丁目     | 野間四ツ角交差点     |
| 国道385号                                                                                          | 福岡市   | 南区     | 大橋1丁目     | 大橋交差点           |
| 福岡県道575号山田中原福岡線 重複区間起点                                                           | 福岡市   | 南区     | 横手2丁目     | 横手小学校入口交差点 |
| 福岡県道575号山田中原福岡線 重複区間終点                                                           | 福岡市   | 南区     | 横手2丁目     | 折立交差点           |
| 福岡県道505号板付牛頸筑紫野線                                                                      | 福岡市   | 南区     | 井尻4丁目     | 井尻六ツ角交差点     |
| 国道202号 / 福岡外環状道路                                                                         | 春日市   | 春日市   | 須玖北1丁目   | 須玖北1丁目交差点    |
| 福岡県道49号大野城二丈線                                                                           | 春日市   | 春日市   | 岡本1丁目     | 岡本交差点           |
| 福岡県道56号福岡早良大野城線                                                                       | 春日市   | 春日市   | 宝町4丁目     | 宝町交差点           |
| 福岡県道580号那珂川大野城線                                                                        | 春日市   | 春日市   | 春日5丁目     | 春日5丁目交差点      |
| 福岡県道505号板付牛頸筑紫野線                                                                      | 太宰府市 | 太宰府市 | 大佐野1丁目   | 大佐野交差点         |
| 福岡県道7号筑紫野インター線 重複区間起点                                                           | 筑紫野市 | 筑紫野市 | 武蔵4丁目     | 二日市温泉入口交差点 |
| 福岡県道7号筑紫野インター線 重複区間終点 福岡県道・佐賀県道17号久留米基山筑紫野線 / 鳥栖筑紫野道路 | 筑紫野市 | 筑紫野市 | 武蔵5丁目     | 武蔵交差点           |
| 佐賀県道・福岡県道137号基山平等寺筑紫野線                                                          | 筑紫野市 | 筑紫野市 | 上古賀4丁目   | 上古賀交差点         |
| 国道3号 福岡県道・大分県道112号福岡日田線                                                          | 筑紫野市 | 筑紫野市 | 針摺中央2丁目 | 針摺交差点 / 終点    |

### 交差する鉄道
- 九州新幹線
- 鹿児島本線

### 沿線
- 福岡市立警固小学校
- 西鉄天神大牟田線
  - 西鉄平尾駅 - 高宮駅 - 大橋駅
- 福岡南郵便局
- 福岡県立筑紫丘高等学校
- 純真学園大学・純真短期大学・純真高等学校
- 福岡市立三宅中学校
- 香蘭女子短期大学
- 福岡徳洲会病院
- 陸上自衛隊福岡駐屯地
- 航空自衛隊春日基地
- 春日市立春日東小学校
- 福岡県営春日公園
- 牛頸川 - 春日市域春日二丁目で新上居屋敷橋の上部を通過。
- 春日神社 - 春日市域東脇。春日神社入口交差点のわずか北東。
- 上の地蔵（参照 福岡県春日市の『上の地蔵』） - 春日市域西脇。春日神社入口交差点のわずか南方。
- 奴国の丘歴史公園 - 春日市域西脇。
- 熊野神社（参照 春日熊野神社） - 春日市域西脇。福岡県道49号大野城二丈線との交差地点付近。
- ザ・モール春日
- リョーユーパン本社・福岡工場
- 福岡県立武蔵台高等学校
- 筑紫野市立天拝小学校
- 二日市温泉
- 天拝山 - ほぼふもとを横切る。
- 筑紫野市立天拝中学校
- イオンモール筑紫野 - 福岡県道・佐賀県道17号久留米基山筑紫野線との交点である武蔵交差点を通過後、敷地北側を通過する。
- JR九州鹿児島本線 天拝山駅
- 福岡大学筑紫病院
- ゆめタウン筑紫野 - 終点針摺交差点のすぐ東隣。